# واگن شماره ۲
واگن شماره ۲ نام یک فیلم تلویزیونی ایرانی و محصول سال ۱۳۹۳ است. کارگردان این فیلم مجید وحیدیان است و از بازیگران آن می‌توان به جعفر دهقان، عبدالرضا اکبری و قاسم زارع اشاره نمود.

## موضوع فیلم
در قطار تهران-مشهد یک قطعهٔ آزمایشگاهی حمل می‌شود که عده‌ای به دنبال بدست آوردنش هستند.